# Cameron Baerg
Cameron „Cam“ Baerg (* 17. Oktober 1972 in Saskatoon) ist ein ehemaliger kanadischer Ruderer.

## Sportliche Karriere
Der 1,82 m große Baerg vom Saskatoon Rowing Club begann 1987 mit dem Rudersport. Seinen ersten großen internationalen Start hatte er bei den Weltmeisterschaften 2002 in Sevilla, als er mit Scott Frandsen im Zweier ohne Steuermann antrat und im Halbfinale ausschied. 2003 bildete Baerg zusammen mit Thomas Herschmiller, Jake Wetzel und Barney Williams einen Vierer ohne Steuermann. Dieses Boot siegte beim Weltcup in Luzern vor den Booten aus Italien und aus Deutschland. Bei den Weltmeisterschaften in Mailand unterlagen die Kanadier im Halbfinale dem deutschen Vierer, im Finale gewannen die Kanadier die Goldmedaille vor den Briten und den Deutschen.
2004 siegten die vier Kanadier beim Weltcup in München, unterlagen aber in Luzern dem US-Vierer. Bei den Olympischen Spielen 2004 in Athen siegten die Kanadier im ersten Halbfinale, die Briten entschieden das zweite Halbfinale für sich. Im olympischen Finale siegten die Briten mit acht Hundertstelsekunden Vorsprung vor den Kanadiern, drei Sekunden dahinter gewannen die Italiener die Bronzemedaille. 2005 wechselten Baerg und Williams in den kanadischen Achter, der bei den Weltmeisterschaften in Gifu den siebten Platz belegte.